# Limanski
Limanski - Лиманский (rus) és un possiólok del krai de Krasnodar, a Rússia. Es troba al liman Lebiaji del riu Beissug, a 7 km al nord-oest de Briukhovétskaia i a 91 km al nord de Krasnodar, la capital.
Pertany al municipi de Txepíguinskaia.